# Лазар Христов
 За Лазар Христов вижте Лазар Христов (пояснение).  
Лазар Христов е бивш български футболист, полузащитник. Играл е за Локомотив (София) от 1942 до 1956 г. Има общо 185 мача и 14 гола в републиканското първенството и А група. Шампион на България през 1945 и трикратен носител на купата на страната през 1945, 1948 и 1953 г. Има 6 мача за А националния отбор. Той е един от любимците на локомотивската публика, образец за вярност към клуба. Изключително работоспособен халф, достигнал до съвършенство в играта с партньора си отдясно Трайчо Петков.